# Jabalpur
Jabalpur (Hindi: जबलपुर), auch Sanskaardhaani und früher anglisierend Jubbulpore genannt, ist mit über 1 Million Einwohner die drittgrößte Stadt im indischen Bundesstaat Madhya Pradesh. Jabalpur hat zwei Universitäten, ist katholischer Bischofssitz sowie Industrie- und Militärstandort. Die Stadt ist der Hauptsitz des obersten Gerichts von Madhya Pradesh, des Madhya Pradesh High Court.

## Etymologie
Es gibt keinen Konsens über die Herkunft des Namens Jabalpur. Einige Wissenschaftler vertreten die These, der Name basiere auf dem Arabischen Jabal (arabisch جبل, DMG ǧabal), was so viel wie „Berg“ oder „Hügel“ bedeutet. Eine andere Erklärung basiert auf dem Term Jauli Pattala, welcher in einigen post-Gupta und Kalachuri Inschriften in der Region gefunden wurde. Der Begriff bezieht sich auf eine von einem Kalachuri-Herrscher, dessen Frau aus Zabulistan stammte, gegründete Stadt um Menschen aus Zabulistan anzusiedeln.
Jabalpur wird nach dem Weisen Jaabaali aus dem Epos Ramayana oft als Jablipattan (Hindi: जाबालिपत्तन Jābālipattan) oder auch Jabalipuram (Hindi: जाबालिपुरम Jābālipuram) bezeichnet.

## Lage
Jabalpur liegt im Vindhyagebirge etwa 10 km nördlich des Narmada-Flusstals in einer Höhe von rund 400 m ü. d. M. Die Entfernung nach Bhopal beträgt etwa 300 km (Fahrtstrecke) in westlicher Richtung; bis nach Indore sind es insgesamt rund 500 km. Das Klima ist für indische Verhältnisse gemäßigt, Regen (ca. 1275 mm/Jahr) fällt in der Hauptsache während der sommerlichen Monsunzeit.

## Bevölkerung
Offizielle Bevölkerungsstatistiken werden erst seit 1991 geführt und veröffentlicht.
| Jahr      | 1991    | 2001    | 2011      |
| Einwohner | 741.927 | 932.484 | 1.055.525 |

Die Bevölkerung von Jabalpur besteht hauptsächlich aus Hindus (ca. 80 %) und Moslems (ca. 15 %); die restlichen 5 % entfallen auf Jains, Sikhs, Christen und Buddhisten. Wie bei Volkszählungen in Indien üblich übersteigt der männliche Bevölkerungsteil den weiblichen um etwa 10 %. Man spricht zumeist Hindi.

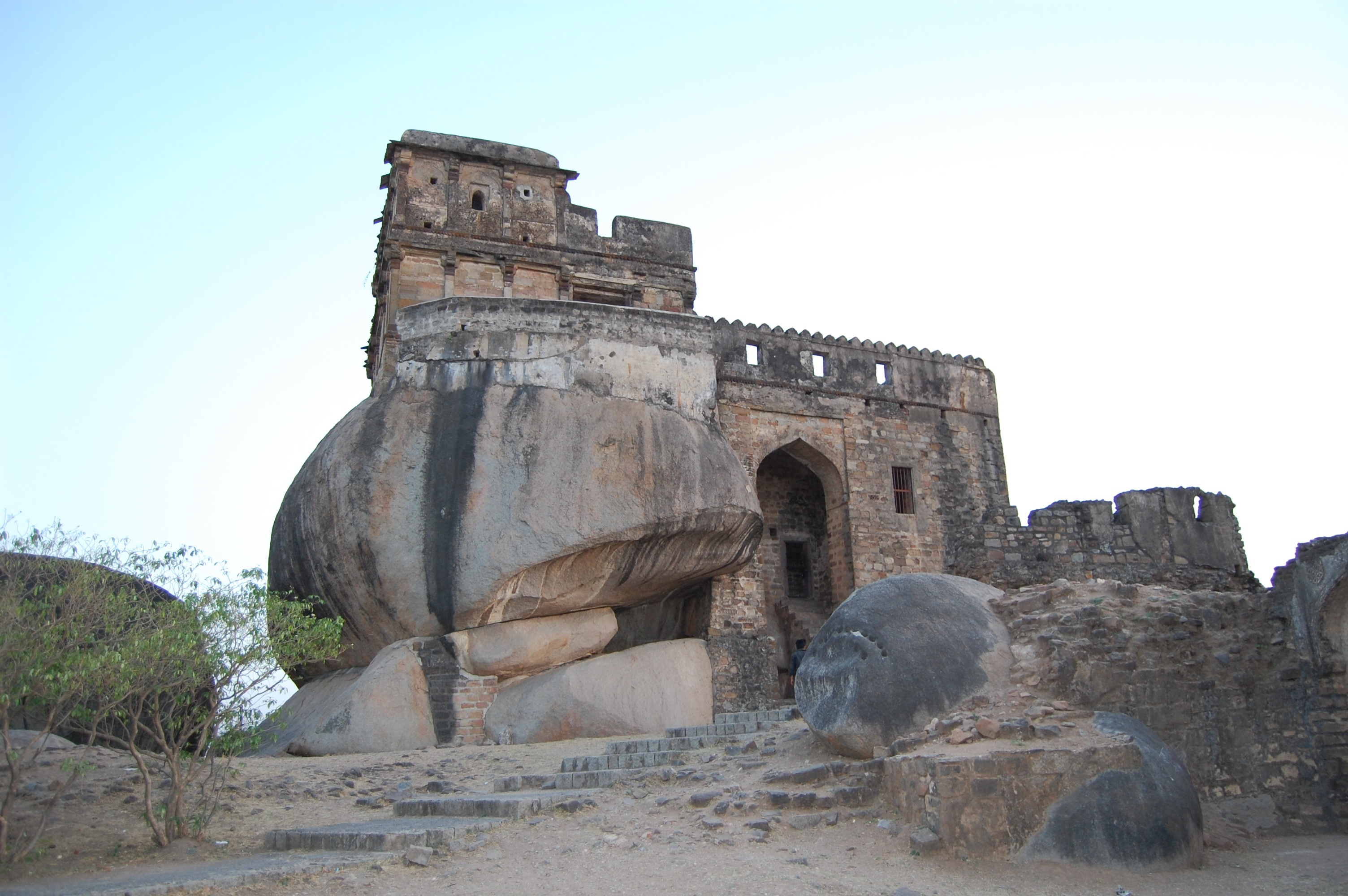
Madan-Mahal-Fort

## Geschichte
Die Kalachuri bestimmten im 9. Jahrhundert den Ort Trupuri, am Rande der heutigen Stadt gelegen, zur Hauptstadt ihres Königreiches. Ab dem 13. Jahrhundert war die Stadt Teil des Königreichs der Gond; später wurde sie vom Sultanat von Delhi und vom Mogulreich beherrscht. Während dessen Niedergang im 18. Jahrhundert fiel sie an die Marathen, die die Stadt Jabbalgarh nannten. Nach der Niederlage gegen die Ostindien-Kompanie im dritten Marathenkrieg (1818) ging die Hoheit über Jabalpur an die Briten über.

## Sehenswürdigkeiten

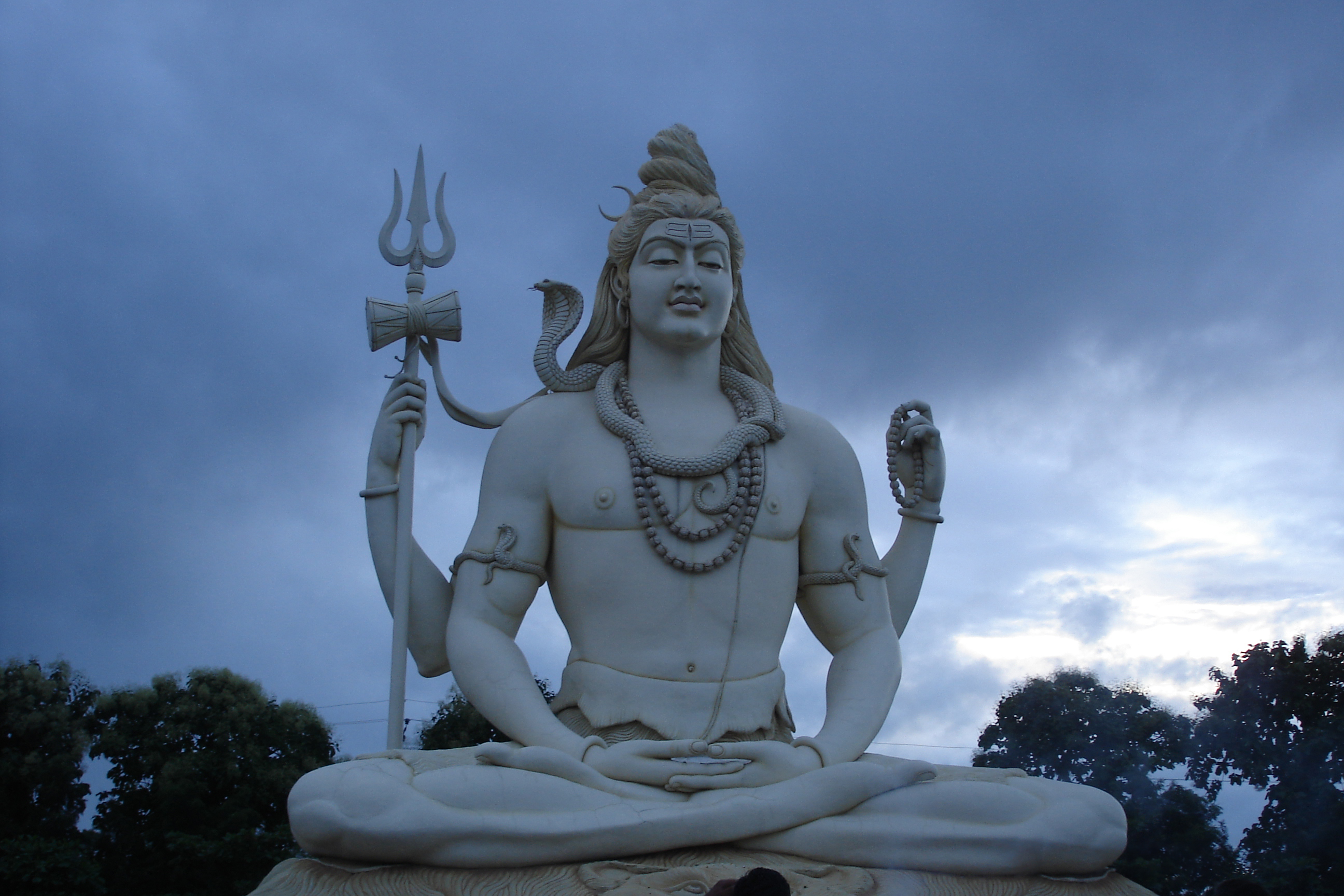
Shiva-Statue

- Auf einer aus Granitfelsen bestehenden Anhöhe oberhalb der Stadt steht das kleine Madan-Mahal-Fort – ein Bau aus dem 17. Jahrhundert im Indo-islamischen Stil.
- Der aus dem 18. Jahrhundert stammende und aus 22 Einzeltempeln bestehende Hanumantal-Bada-Jain-Tempel-Komplex befindet sich an einem See in der Nähe des Stadtzentrums.
- Das 1964 eingeweihte Rani Durgavati Museum beherbergt eine sehenswerte Sammlung mittelalterlicher Skulpturen.
- Im Stadtteil Kachnar City wurde im Jahr 2006 eine etwa 22 m hohe Shiva-Statue eingeweiht. Sie zeigt den auf einem Tigerfell sitzenden meditierenden Gott mit Dreizack (trishula) und Sanduhrtrommel (damaru) in der rechten erhobenen Hand; die linke hält eine Gebetskette (mala). Um seinen Hals windet sich eine Kobra-Schlange; sein Haar ist zu einer Flechtenkrone aufgebunden – aus ihr ragt seitlich eine Mondsichel (chandra) heraus.
- Am Stadtrand von Jabalpur steht der 225 m hohe Fernsehturm Katanga.

Umgebung
Beliebte Ausflugsziele sind die etwa 18 km westlich gelegenen Marble Rocks, ein Felsdurchbruch des Narmada-River bei Bhedaghat, und der in der Nähe befindliche Chausath-Yogini-Tempel (Bhedaghat).

## Persönlichkeiten
- Roop Singh (1910–1977), Hockeyspieler
- Edward Tomkins (1915–2007), britischer Diplomat
- Mel Pearce (1928–2011), australischer Hockeyspieler
- Eric Pearce (* 1931), australischer Hockeyspieler
- Gordon Pearce (* 1934), australischer Hockeyspieler
- Julian Pearce (* 1937), australischer Hockeyspieler
- Jaya Bachchan (* 1948), Schauspielerin
- Priya Vadlamani (* 1997), Schauspielerin